# Saint-Benoît (Alpes da Alta Provença)
Saint-Benoît é uma comuna francesa na região administrativa da Provença-Alpes-Costa Azul, no departamento dos Alpes da Alta Provença. Estende-se por uma área de 21,03 km². Em 2010 a comuna tinha 149 habitantes (densidade: 7,1 hab./km²).